# Kommunvapen i Nederländerna
Ett galleri över Nederländernas nuvarande kommunvapen. 

## Drenthe

Aa en Hunze
Assen
Borger-Odoorn
Coevorden
De Wolden
Emmen
Hoogeveen
Meppel
Midden-Drenthe
Noordenveld
Tynaarlo
Westerveld

## Flevoland

Almere
Dronten
Lelystad
Noordoostpolder
Urk
Zeewolde

## Friesland

Achtkarspelen
Ameland
Dantumadeel
De Fryske Marren
Harlingen
Heerenveen
Leeuwarden
Noardeast-Fryslân
Ooststellingwerf
Opsterland
Schiermonnikoog
Smallingerland
Súdwest-Fryslân
Terschelling
Tietjerksteradeel
Vlieland
Waadhoeke
Weststellingwerf

## Gelderland

Aalten
Apeldoorn
Arnhem
Barneveld
Berg en Dal
Berkelland
Beuningen
Bronckhorst
Brummen
Buren
Culemborg
Doesburg
Doetinchem
Druten
Duiven
Ede
Elburg
Epe
Ermelo
Harderwijk
Hattem
Heerde
Heumen
Lingewaard
Lochem
Maasdriel
Montferland
Neder-Betuwe
Nijkerk
Nijmegen
Nunspeet
Oldebroek
Oost Gelre
Oude IJsselstreek
Overbetuwe
Putten
Renkum
Rheden
Rozendaal
Scherpenzeel
Tiel
Voorst
Wageningen
West Betuwe
West Maas en Waal
Westervoort
Wijchen
Winterswijk
Zaltbommel
Zevenaar
Zutphen

## Groningen

Eemsdelta
Groningen
Het Hogeland
Midden-Groningen
Oldambt
Pekela
Stadskanaal
Veendam
Westerkwartier
Westerwolde

## Limburg

Beek
Beekdaelen
Beesel
Bergen
Brunssum
Echt-Susteren
Eijsden-Margraten
Gennep
Gulpen-Wittem
Heerlen
Horst aan de Maas
Kerkrade
Landgraaf
Leudal
Maasgouw
Maastricht
Meerssen
Mook en Middelaar
Nederweert
Peel en Maas
Roerdalen
Roermond
Simpelveld
Stein
Vaals
Valkenburg aan de Geul
Venlo
Venray
Voerendaal
Weert

Kommunen Sittard-Geleen har inget vapen.

## Noord-Brabant

Alphen-Chaam
Altena
Asten
Baarle-Nassau
Bergeijk
Bergen op Zoom
Bernheze
Best
Bladel
Boekel
Boxmeer
Boxtel
Breda
Cranendonck
Cuijk
Deurne
Dongen
Eersel
Eindhoven
Etten-Leur
Geertruidenberg
Geldrop-Mierlo
Gemert-Bakel
Gilze en Rijen
Goirle
Grave
Halderberge
Heeze-Leende
Helmond
's-Hertogenbosch
Heusden
Hilvarenbeek
Laarbeek
Landerd
Loon op Zand
Meierijstad
Mill en Sint Hubert
Moerdijk
Nuenen, Gerwen en Nederwetten
Oirschot
Oisterwijk
Oosterhout
Oss
Reusel-De Mierden
Roosendaal
Rucphen
Sint Anthonis
Sint-Michielsgestel
Someren
Son en Breugel
Steenbergen
Tilburg
Uden
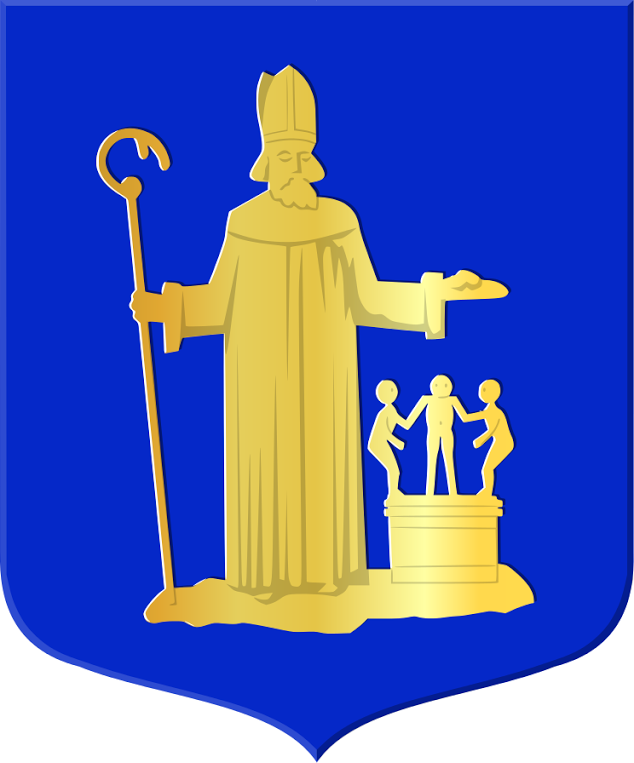
Valkenswaard
Veldhoven
Vught
Waalre
Waalwijk
Woensdrecht
Zundert

Kommunen Drimmelen har inget vapen.

## Noord-Holland

Aalsmeer
Alkmaar
Amstelveen
Amsterdam
Beemster
Bergen
Beverwijk
Blaricum
Bloemendaal
Castricum
Den Helder
Diemen
Drechterland
Edam-Volendam
Enkhuizen
Gooise Meren
Haarlem
Haarlemmermeer
Heemskerk
Heemstede
Heerhugowaard
Heiloo
Hilversum
Hollands Kroon
Hoorn
Huizen
Koggenland
Landsmeer
Langedijk
Laren
Medemblik
Oostzaan
Opmeer
Ouder-Amstel
Purmerend
Schagen
Stede Broec
Texel
Uitgeest
Uithoorn
Velsen
Waterland
Weesp
Wijdemeren
Wormerland
Zaanstad
Zandvoort

## Overijssel

Almelo
Borne
Dalfsen
Deventer
Dinkelland
Enschede
Haaksbergen
Hardenberg
Hellendoorn
Hengelo
Hof van Twente
Kampen
Losser
Oldenzaal
Olst-Wijhe
Ommen
Raalte
Rijssen-Holten
Staphorst
Steenwijkerland
Tubbergen
Twenterand
Wierden
Zwartewaterland
Zwolle

## Utrecht

Amersfoort
Baarn
Bunnik
Bunschoten
De Bilt
De Ronde Venen
Eemnes
Houten
IJsselstein
Leusden
Lopik
Montfoort
Nieuwegein
Oudewater
Renswoude
Rhenen
Soest
Stichtse Vecht
Utrecht
Utrechtse Heuvelrug
Veenendaal
Vijfheerenlanden
Wijk bij Duurstede
Woerden
Woudenberg
Zeist

## Zeeland

Borsele
Goes
Hulst
Kapelle
Middelburg
Noord-Beveland
Reimerswaal
Schouwen-Duiveland
Sluis
Terneuzen
Tholen
Veere
Vlissingen

## Zuid-Holland

Alblasserdam
Albrandswaard
Alphen aan den Rijn
Barendrecht
Bodegraven-Reeuwijk
Brielle
Capelle aan den IJssel
Delft
Den Haag
Dordrecht
Goeree-Overflakkee
Gorinchem
Gouda
Hardinxveld-Giessendam
Hellevoetsluis
Hendrik-Ido-Ambacht
Hillegom
Hoeksche Waard
Kaag en Braassem
Katwijk
Krimpen aan den IJssel
Krimpenerwaard
Lansingerland
Leiden
Leiderdorp
Leidschendam-Voorburg
Lisse
Maassluis
Midden-Delfland
Molenlanden
Nieuwkoop
Nissewaard
Noordwijk
Oegstgeest
Papendrecht
Pijnacker-Nootdorp
Ridderkerk
Rijswijk
Rotterdam
Schiedam
Sliedrecht
Teylingen
Vlaardingen
Voorschoten
Waddinxveen
Wassenaar
Westland
Westvoorne
Zoetermeer
Zoeterwoude
Zuidplas
Zwijndrecht

## Särskilda kommuner
Öarna Bonaire, Saba och Sint Eustatius (Karibiska Nederländerna) i Västindien har status som särskilda 
kommuner (bijzondere gemeenten) i Nederländerna.

Bonaire
Saba
Sint Eustatius